# Джон Бернтал
Джонатан Едвард (Джон) Бернтал (англ. Jonathan Edward 'Jon' Bernthal, МФА: [/ˈbɜːrnθɔːl/]; нар. 20 вересня 1976) — американський кіноактор. Відомий ролями Шейна Волша у телесеріалі «Ходячі мерці» та Френка Касла у серіалах «Шибайголова», «Каратель» та «Шибайголова: Народжений знову».

## Юність
Джон Бернтал народився і виріс у Вашингтоні. Навчався в школі-студії МХАТ у Москві, де так само грав у Європейській конфедерації бейсболу..
У Москві він був помічений ректором Інституту вищої театральної освіти при Гарвардському університеті в Американському репертуарному театрі і був запрошений туди отримати ступінь магістра мистецтв. Випустившись у 2002 році, він зіграв більше 30 ролей в експериментальному театрі, а так само у своїй власній, удостоєній нагородою, театральній компанії «Fovea Floods».

## Кар'єра
Бернтал зіграв головну роль у драмі «Іствік», а також знявся в міні-серіалі HBO «Тихий океан» від Тома Генкса і Стівена Спілберга. Серед його головних ролей була роль Дункана Кармелло в серіалі CBS «Клас», а так само гостьові ролі в серіалах «Як я зустрів вашу маму», «Закон і порядок: Спеціальний корпус», «Юристи Бостона» і «C.S.I.: Місце злочину Маямі».
Серед кінофільмів Бернтала «Божевільне побачення» зі Стівом Кареллом і Тіною Фей та «Примара» Романа Поланського, де він знявся з Еваном Магрегором, а так само ролі у фільмах «Всесвітній торговий центр» (реж. Олівер Стоун), «Повітря, яким я дихаю», «День Зеро» і роль «Аль Капоне» у «Ночі в музеї 2». У 2010 році взяв участь у зйомках першого сезону телесеріалу «Ходячі мерці».

## Фільмографія

### Кінофільми
| Рік  |   | Українська назва                   | Оригінальна назва                              | Роль                  |
| ---- | - | ---------------------------------- | ---------------------------------------------- | --------------------- |
| 2002 | ф | Мері/Мері                          | Mary/Mary                                      | Менні                 |
| 2004 | ф | Весілля Тоні і Тіни                | Tony 'n' Tina's Wedding                        | Домінік               |
| 2006 | ф | Всесвітній торговий центр          | World Trade Center                             | Крістофер Аморосо     |
| 2007 | ф | Повітря, яким я дихаю              | The Air I Breathe                              | інтерв'юер            |
| 2007 | ф | День Зеро                          | Day Zero                                       | Діксон                |
| 2008 | ф | Зірки бару                         | Bar Starz                                      | Донні Пітрон          |
| 2008 | ф | Лінія на піску                     | A Line in the Sand                             | Банзай                |
| 2009 | ф | Ніч у музеї 2                      | Night at the Museum: Battle of the Smithsonian | Аль Капоне            |
| 2010 | ф | Примара                            | The Ghost Writer                               | Рік Рікарделлі        |
| 2010 | ф | Божевільне побачення               | Date Night                                     | клієнт банка          |
| 2011 | ф | Бастіон                            | Rampart                                        | Ден Мороун            |
| 2013 | ф | Стукач                             | Snitch                                         | Деніел Джеймс         |
| 2013 | ф | Гранд реванш                       | Grudge Match                                   | Бі-Джей               |
| 2013 | ф | Вовк з Уолл-стріт                  | The Wolf of Wall Street                        | Бред                  |
| 2014 | ф | Лють                               | Fury                                           | Грейді «Койот» Тревіс |
| 2015 | ф | Я, Ерл і та, що помирає            | Me and Earl and the Dying Girl                 | містер Маккарті       |
| 2015 | ф | Сікаріо                            | Sicario                                        | Тед                   |
| 2015 | ф | 128 ударів серця                   | We Are Your Friends                            | Пейдж                 |
| 2016 | ф | Аудитор                            | The Accountant                                 | Брекстон Вульф        |
| 2017 | ф | Вітряна ріка                       | Wind River                                     | Метт                  |
| 2017 | ф | На драйві                          | Baby Driver                                    | Гріфф                 |
| 2017 | ф | Солодка Вірджинія                  | Sweet Virginia                                 | Сем Россі             |
| 2017 | ф | Паломництво                        | Pilgrimage                                     | «Німий»               |
| 2017 | ф | Постріл в безодню                  | Shot Caller                                    | Френк «Дробовик»      |
| 2018 | ф | Вдови                              | Widows                                         | Флорек                |
| 2019 | ф | Арахісовий сокіл                   | The Peanut Butter Falcon                       | Марк                  |
| 2019 | ф | Форд проти Феррарі                 | Ford v. Ferrari                                | Лі Якокка             |
| 2020 | ф | Вієна і Фантоми                    | Viena and the Fantomes                         | Монро                 |
| 2021 | ф | Ті, хто бажають моєї смерті        | Those Who Wish Me Dead                         | Паркер Гаррісон       |
| 2021 | ф | Король Річард                      | King Richard                                   | Рік Маччі             |
| 2021 | ф | Ремонт малих двигунів              | Small Engine Repair                            | Терренс Свено         |
| 2021 | ф | Багато святих Ньюарка              | The Many Saints of Newark                      | Джованні Сопрано      |
| 2021 | ф | Непрощенна                         | The Unforgivable                               | Блейк                 |
| 2022 | ф |                                    | Sharp Stick                                    | Джош                  |
| 2023 | ф |                                    | Origin                                         | Бретт                 |
| 2025 | ф | Аматор                             | The Amateur                                    | Джексон О'Браєн       |
| 2025 | ф | Аудитор 2                          | The Accountant 2                               | Брекстон Вульф        |
| 2026 | ф | Людина-павук: Абсолютно новий день | Spider-Man: Brand New Day                      | Френк Касл / Каратель |
| 2026 | ф | Одіссея                            | The Odyssey                                    |                       |

### Телебачення
| Рік       |    | Українська назва                    | Оригінальна назва                 | Роль                                               |
| --------- | -- | ----------------------------------- | --------------------------------- | -------------------------------------------------- |
| 2002      | с  | Закон і порядок: Злочинні наміри    | Law & Order: Criminal Intent      | Лейн Раддок (Епізод: "Malignant")                  |
| 2004      | с  | Без сліду                           | Without a Trace                   | Алекс Ген'я (Епізод: "Bait")                       |
| 2004      | с  | Доктор Вегас                        | Dr. Vegas                         | Ґреґ (Епізод: "Dead Man, Live Bet")                |
| 2004      | тф | Помста жінки середнього віку        | Revenge of the Middle-Aged Woman  | чоловік у офісі                                    |
| 2004      | с  | Юристи Бостона                      | Boston Legal                      | Майкл Шей (Епізод: "Questionable Characters")      |
| 2005      | с  | Джонні Зеро                         | Jonny Zero                        | Бретт Періш (Епізод: "I Did It All for the Nooky") |
| 2005      | с  | CSI: Маямі                          | CSI: Miami                        | Гаррі Клаґман (2 епізоди)                          |
| 2005      | с  | Закон і порядок: Спеціальний корпус | Law & Order: Special Victims Unit | Шерм Гемпелл (Епізод: "Goliath")                   |
| 2005      | с  | Як я зустрів вашу маму              | How I Met Your Mother             | Карлос (Епізод: "Purple Giraffe")                  |
| 2006—2007 | с  | Клас                                | The Class                         | Дункан Кармелло (19 епізодів)                      |
| 2008      | тф | Зал судових засідань «K»            | Courtroom K                       | Феклер                                             |
| 2009—2010 | с  | Іствік                              | Eastwick                          | Реймонд Гарднер (12 епізодів)                      |
| 2010      | с  | 4исла                               | Numb3rs                           | Майк Неш (Епізод: "Growin' Up")                    |
| 2010      | с  | Тихий океан                         | The Pacific                       | сержант Мануель Родрігес (2 епізоди)               |
| 2010—2022 | с  | Ходячі мерці                        | The Walking Dead                  | Шейн Волш (22 епізоди)                             |
| 2012      | с  | Закон Гаррі                         | Harry's Law                       | Лукас Тпассіно (Епізод: "The Whole Truth")         |
| 2012      | мс | Робоцип                             | Robot Chicken                     | Соколине око / мер Де-Мойна (S6-E10)               |
| 2013      | с  | Місто гангстерів                    | Mob City                          | детектив Джо Тіг (6 епізодів)                      |
| 2015      | с  | Покажіть мені героя                 | Show Me a Hero                    | Майкл Сассман (4 епізоди)                          |
| 2015—2018 | мс | СуперОсобняк                        | SuperMansion                      | Крисопульта (4 епізоди)                            |
| 2016      | с  | Шибайголова                         | Daredevil                         | Френк Касл / Каратель (12 епізодів)                |
| 2017      | мс | Робоцип                             | Robot Chicken                     | Шейн Волш (S9-E0)                                  |
| 2017—2019 | с  | Каратель                            | The Punisher                      | Френк Касл / Каратель (26 епізодів)                |
| 2018—2019 | с  | Незламна Кіммі Шмідт                | Unbreakable Kimmy Schmidt         | Ілан (2 епізоди)                                   |
| 2022      | с  | Ми володіємо цим містом             | We Own This City                  | Вейн Дженкінс (6 епізодів)                         |
| 2022      | с  | Американський жиголо                | American Gigolo                   | Джуліан Кей (8 епізодів)                           |
| 2022—2025 | с  | Ведмідь                             | The Bear                          | Майкл «Майкі» Берзатто (6 епізодів)                |
| 2025      | с  | Шибайголова: Народжений наново      | Daredevil: Born Again             | Френк Касл / Каратель                              |

### Короткометражні фільми, відеофільми та відеоігри
| Рік  |    | Українська назва                             | Оригінальна назва                                      | Роль                                          |
| ---- | -- | -------------------------------------------- | ------------------------------------------------------ | --------------------------------------------- |
| 2003 | вг | Manhunt                                      | Manhunt                                                | цербери (лише захоплення руху)                |
| 2011 | в  | Останні слова                                | Last Words                                             | Дженнінґз                                     |
| 2013 | в  |                                              | Timmy Muldoon and the Search for the Shadoweyes Bandit | м'язистий Брюс                                |
| 2015 | вг | Call of Duty: Advanced Warfare — Exo Zombies | Call of Duty: Advanced Warfare — Exo Zombies           | капрал Джим Декер (озвучення)                 |
| 2016 | мф | Ліга Справедливості проти Юних Титанів       | Justice League vs. Teen Titans                         | Тригон (озвучення)                            |
| 2016 | кф | Втеча                                        | The Escape                                             | Голт                                          |
| 2017 | вг | Tom Clancy's Ghost Recon Wildlands           | Tom Clancy's Ghost Recon Wildlands                     | Коул Д. Волкер (озвучення та захоплення руху) |
| 2019 | вг | Tom Clancy's Ghost Recon Breakpoint          | Tom Clancy's Ghost Recon Breakpoint                    | Коул Д. Волкер (озвучення та захоплення руху) |